# Horst Blankenburg
Horst Blankenburg (Heidenheim an der Brenz, 10 luglio 1947) è un ex calciatore tedesco occidentale, di ruolo difensore.
Libero, è maggiormente famoso per la sua militanza nell'Ajax che nella prima metà degli anni settanta vince molti trofei, su tutti le tre Coppe dei Campioni consecutive. Vince inoltre una Coppa delle Coppe con l'Amburgo.

## Carriera

### Club
Inizia la carriera vincendo il titolo nel 1968 con il Norimberga, pur senza mai essere impiegato in campionato. Dopo un secondo posto nel 1969 con il Wiener Sport-Club e la retrocessione in Regionalliga con il Monaco 1860, arriva all'Ajax nel 1970. Qui deve sostituire Velibor Vasović che si ritirerà a fine stagione, e costituirà con Barry Hulshoff la coppia di centrali della difesa. Con i Lancieri vince per due volte l'Eredivisie e la KNVB beker, per tre la Coppa dei Campioni, oltre alla Coppa Intercontinentale e alla Supercoppa UEFA. Torna poi in Patria firmando con l'Amburgo, con cui conquista la DFB-Pokal 1975-1976 e la Coppa delle Coppe 1976-1977.
Blankenburg disputa l'ultima parte della carriera emigrando prima in Svizzera, poi nella NASL. Dopo un breve prestito in Belgio torna infine in Germania Ovest nel 1980, disputando una stagione in Zweite Bundesliga con la maglia del Preußen Münster; questa termina con la retrocessione, e Blankenburg termina la carriera un anno dopo, nel 1982.

### Nazionale
Nonostante i successi, soprattutto nel periodo in cui è nei Paesi Bassi, non viene mai convocato in Nazionale, che in questo periodo può contare su Franz Beckenbauer. In vista dei Mondiale del 1974 gli viene chiesta da Johan Cruijff la disponibilità per giocare nella Nazionale olandese prendendo la cittadinanza, ma lui rifiuta.

## Palmarès

### Competizioni nazionali
- Campionato tedesco: 1

Norimberga: 1967-1968
- Campionato olandese: 2

Ajax: 1971-1972, 1972-1973
- Coppa dei Paesi Bassi: 2

Ajax: 1970-1971, 1971-1972
- Coppa di Germania: 1

Amburgo: 1975-1976

### Competizioni internazionali
- UEFA Champions League: 3

Ajax: 1970-1971, 1971-1972, 1972-1973
- Coppa delle Coppe: 1

Amburgo: 1976-1977
- Coppa Intercontinentale: 1

Ajax: 1972
- Supercoppa UEFA: 1

Ajax: 1973